# Полевской тракт
Полевской тракт (бывшая P355), — автодорога (код 65К-4105000) в Свердловской области, соединяющая города Екатеринбург и Полевской. Длина — 35,452 км. Проходит через муниципальное образование «город Екатеринбург» и Полевской городской округ.
Автодорога проходит через промежуточные населённые пункты: посёлок Полеводство, село Горный Щит, посёлок Широкая Речка (МО «город Екатеринбург»); село Курганово и посёлок Зелёный Лог (Полевской ГО).
Реки: Чусовая, Раскуишка, Красногорка.

## Маршрут
Автодорога начинается от Селькоровской улицы в Екатеринбурге и проходит до Коммунистической улицы в Полевском. В селе Горный Щит называется улицей Будённого, в селе Курганове — улицей Ленина.